# Staf Scheirlinckx
Staf Scheirlinckx (Zottegem, 12 maart 1979) is een voormalig Belgisch wielrenner die in 2000 prof werd. Hij is de broer van Bert Scheirlinckx.
Staf Scheirlinckx werd in 2006 tiende in Parijs-Roubaix. Hij reed in het verleden voor onder andere Cycle-Collstrop, Cofidis en Omega Pharma-Lotto. Vanaf 2011 kwam hij uit voor Veranda's Willems-Accent. In november 2013 besliste hij om zijn wielercarrière stop te zetten, wegens de crisis van het wielrennen.

## Overwinningen
1997
- Keizer der Juniores Koksijde, Junioren

1998
- Seraing - Aachen - Seraing

2001
- 1e etappe Ronde van de Somme

2008
- Combinatieklassement Ronde van de Algarve
- Dernycriterium in Ninove

2010
- Vilvoorde-Houtem

## Resultaten in voornaamste wedstrijden
| Jaar | Ronde van Italië | Ronde van Frankrijk | Ronde van Spanje |
| ---- | ---------------- | ------------------- | ---------------- |
| 2002 |                  |                     |                  |
| 2003 |                  |                     |                  |
| 2004 |                  |                     |                  |
| 2005 |                  |                     | 84e              |
| 2006 | opgave           |                     | 86e              |
| 2007 |                  | opgave              |                  |
| 2008 |                  |                     | opgave           |
| 2009 |                  | 123e                |                  |
| 2010 |                  |                     |                  |
| 2011 |                  |                     |                  |
| 2012 |                  |                     |                  |

| Jaar | Milaan-San Remo | Gent-Wevelgem | Ronde van Vlaanderen | Parijs-Roubaix | Amstel Gold Race | Ronde van Lombardije | Parijs-Tours | E3 Harelbeke | Omloop Het Nieuwsblad |  | Wereldranglijsten |
| ---- | --------------- | ------------- | -------------------- | -------------- | ---------------- | -------------------- | ------------ | ------------ | --------------------- |  | ----------------- |
| 2002 |                 |               |                      |                |                  |                      |              |              | 23e                   |  |                   |
| 2003 |                 | 24e           |                      |                |                  |                      |              | 30e          |                       |  |                   |
| 2004 |                 |               | 34e                  |                |                  |                      |              |              |                       |  |                   |
| 2005 |                 |               | 33e                  |                |                  | 56e                  | 39e          |              |                       |  |                   |
| 2006 |                 | 21e           | 36e                  | 10e            |                  | 16e                  |              | 14e          | 14e                   |  | 185e (UPT)        |
| 2007 | 114e            | 100e          | 17e                  | 16e            |                  | 81e                  | 45e          | 16e          |                       |  |                   |
| 2008 | 77e             |               | 56e                  | 15e            | 28e              |                      | 65e          | 10e          |                       |  |                   |
| 2009 |                 |               | 22e                  | 28e            | 74e              |                      |              | 21e          |                       |  |                   |
| 2010 | 125e            |               | 41e                  |                | 105e             |                      |              |              | 83e                   |  | 111e (UWK)        |
| 2011 |                 |               | 8e                   |                | 23e              |                      | 71e          | 22e          | 45e                   |  |                   |
| 2012 |                 |               | 97e                  |                |                  |                      |              |              | 10e                   |  |                   |